# J. Tillman
Joshua Michael Tillman (3 de maig de 1981) és un cantant, guitarrista, bateria i compositor de folk estatunidenc, conegut pel seu nom artistic Father John Misty. Tillman, que des del 2004 publica regularment àlbums en solitari, va ser membre dels grups de rock independent Saxon Shore i Fleet Foxes, i ha realitzat nombroses gires amb artistes del Nord-oest del Pacífic dels Estats Units, com Damien Jurado, Jesse Skyes i David Bazan.

## Infància
Tillman es va criar en una família molt religiosa. Abans d'adonar-se que volia ser cantautor, havia volgut ser pastor protestant. L'artista va fer l'afirmació següent sobre la seva educació:

De fet, era un nen sense cap mena de rumb, no feia res de res: mai no vaig deixar-me la pell estudiant i els meus pares només estaven interessats en la meva condició espiritual. De petit, les meves úniques realitats eren el cel i l'infern i els àngels i totes aquestes collonades que no serveixen per a res a l'hora de realitzar-te com a persona.

Després d'aprendre a tocar la bateria, Tillman va començar amb la guitarra als 12 anys.

## Àlbums en solitari
Després d'estudiar una temporada al Nyack College de Nova York, una universitat evangèlica, Tillman es va mudar a Seattle, on va trobar feina en una fleca, cosa que li permetia gravar de nits abans que comencés el seu torn de les 4.30 de la matinada. Una de les seves maquetes va acabar arribant a mans del cantautor de Seattle Damien Jurado; un any més tard, Tillman va començar a fer-li de teloner. Als concerts, Tillman solia oferir còpies de les seves cançons en CD-R, que més endavant constituirien el seu àlbum I Will Return. Durant la gira també va fer amistat amb Eric Fisher, que li va produir un altre àlbum, Long May You Run. Més tard, tots dos àlbums es van publicar amb el segell discogràfic Keep Recordings. Posteriorment, tant Tillman com Jurado van unir-se a Richard Buckner per fer una gira pels Estats Units.
El 2006, la discogràfica independent Fargo Records va publicar el primer àlbum en solitari de Tillman, Minor Works, i el va distribuir de manera professional; el mateix any, va reeditar I Will Return i Long May You Run com una col·lecció de dos discs. El 2007, la discogràfica Yer Bird Records va publicar el quart àlbum de Tillman, Cancer and Delirium, amb arranjaments musicals més elaborats respecte als anteriors.

## Etapa amb els Fleet Foxes
El 2008, Tillman va entrar a formar part com a bateria dels Fleet Foxes, un grup de folk rock de Seattle. Sobre la seva etapa al grup, en va fer el comentari següent:

La gent ha exagerat molt la meva implicació amb els Fleet Foxes; quan jo m’hi vaig unir ja havien gravat dos àlbums, i estava cantat que arribarien molt lluny. Només vaig aprendre’m les parts de percussió de les seves cançons i vaig intentar tocar-les tan bé com vaig poder.

L'any 2009, després de signar un contracte amb la discogràfica independent Western Vinyl, Tillman va publicar dos àlbums, Vacilando Territory Blues i Year In The Kingdom, i un any després va publicar Singing Ax.
Tillman va deixar els Fleet Foxes el 20 de gener de 2012, després de fer un concert a Tòquio que marcava el final d'una llarga gira per promocionar el segon àlbum del grup, Helplessness Blues. Aquesta gira, que va incloure quatre concerts a Espanya, els va portar per l'Amèrica del Nord, Oceania, Àsia i Europa.

## Father John Misty
L'1 de maig de 2012, Joshua Tillman va publicar l'àlbum Fear Fun sota el seu nou nom artístic, Father John Misty. Quan parla de les motivacions que el van portar a inventar-se aquest nom, Tillman parafraseja l'escriptor Philip Roth: «“És tot el que sóc i res del que sóc, si no ho veus, no ho podràs entendre”. Com em faci dir és indiferent, però m’agrada el nom. Has de tenir un nom i jo mai no vaig poder triar el meu». Un parell de mesos abans que l'àlbum es posés a la venda, es va publicar el vídeo de la cançó «Hollywood Forever Cemetery Sings», protagonitzat per Aubrey Plaza, una actriu de la sèrie estatunidenca Parks and Recreation. L'àlbum va suposar un canvi radical respecte als anteriors. Tillman explica així com el va crear:

Vaig pujar a la furgoneta amb bolets al·lucinògens com per parar un tren i vaig començar a conduir per la costa, sense rumb fix. Unes quantes setmanes més tard, escrivia una novel·la, i així és com vaig acabar trobant la meva veu narrativa... Va haver de passar un temps abans que aquesta veu no es comencés a manifestar musicalment, però un cop em vaig haver instal·lat en aquest cau de mala mort a Laurel Canyon, Los Angeles, on visc actualment, em vaig passar mesos component cançons estranyes de collons sobre les experiències estranyes de collons que estava vivint, i vaig tenir una mena d'il·luminació en què vaig trobar la meva veu musical, que és exactament el que em va passar mentre escrivia el llibre.

Com a Father John Misty, Tillman ha portat la seva música a Espanya en diverses ocasions. El mes de juny de 2012 va ser al Primavera Sound, on va actuar en solitari a l'Auditori Rockdelux per presentar en acústic el seu àlbum Fear Fun. Més tard, concretament el 10 i 11 de desembre de 2012, va tocar a Barcelona (City Hall) i Madrid (sala El Sol), respectivament, per presentar el seu disc en espais més reduïts.

## Discografia

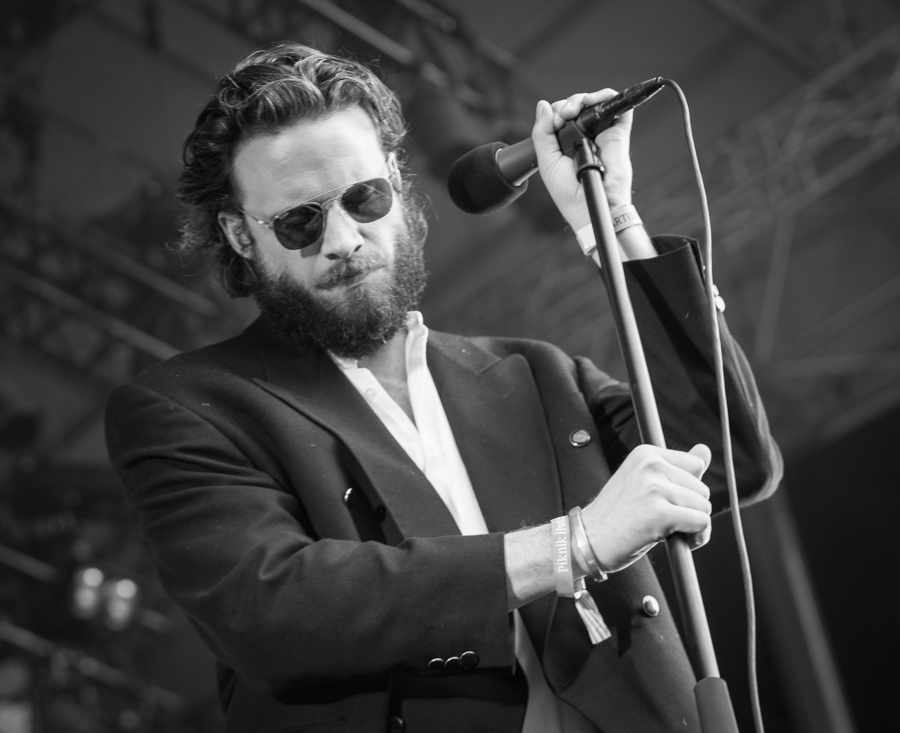
Father John Misty (2017)

### Àlbums d'estudi

#### Com J. Tillman
- Untitled No. 1 (2003)
- I Will Return (autoeditat, 2004)
- Long May You Run, J. Tillman (Keep Recordings, 2006)
- Minor Works (Fargo, 2006)
- Cancer And Delirium (Yer Bird, 2007)
- Vacilando Territory Blues (Western Vinyl, 2009)
- Year In The Kingdom (Western Vinyl, 2009)
- Singing Ax (Western Vinyl, 2010)

#### Com Father John Misty
- Fear Fun (2012)
- I Love You, Honeybear (2015)
- Pure Comedy (2017)
- God's Favorite Customer (2018)
- Chloë and the Next 20th Century (2022)

Amb Fleet Foxes
- Helplessness Blues (2011)

Amb Saxon Shore
- Be a Bright Blue (2002)
- Four Months of Darkness (2003)

### EP
- Documented (autoeditat, 2006)
- Isle Land (DVD/EP) (Bella Union, 2008)
- Laminar Excursion Monthly #8 (Procession at Night) (Crossroads of America Records/Flannelgraph Records, 2010)
- The Demos (Sub Pop, 2012) (publicat sota el nom de Father John Misty)

### Singles
- Wild Honey Never Stolen / Borne Away On a Black Barge 7" (Western Vinyl, 2009)
- Young Lady (feat. Father John Misty) - Kid Cudi (Indicud, 2013)